# Лорін Гарпер
Лорін Енн Гарпер (уроджена Тескі; (23 червня 1963 , Тернер-Веллі, Альберта ) — канадська графічна дизайнерка, дружина 22-го прем'єр-міністра Канади Стівена Гарпера.

## Життя та кар'єра
Лорін Енн Тескі, народилася 1963 року в сільському містечку Тернер-Веллі на південний захід від Калгарі. Старша з трьох дітей в сім'ї власників ранчо, які володіли компанією з виробництва електроенергії. Її батьки, Барбара і Денніс Тескі, розлучилися в 1991 році, через 29 років спільного життя. Після закінчення середньої школи Oilfields Лорін вступила до технологічного інституту Південної Альберти, де вивчала журналістику та фотографію.
Вперше одружилася з новозеландцем Нілом Фентоном у квітні 1985 року й перебувала у шлюбі до 1988 року. Тескі приєдналася до Реформістської партії Канади наприкінці 1980-х років. Вона познайомилася зі Стівеном Гарпером у 1990 році під час роботи у фірмі комп'ютерної графіки GTO Printing, що працює в Калгарі. Лорін допомогла створити професійні графіки та таблиці для кваліфікаційної роботи Гарпера під час захисту диплому освітнього ступеня магістра економіки в Університеті Калгарі. Вони одружилися 11 грудня 1993 року.

### Прізвище
Спочатку в канадських ЗМІ виникла плутанина щодо того, яке прізвище використовує Лорін Гарпер — у різний час ЗМІ називали її Тескі, Гарпер або Тескі Гарпер (не через дефіс). Вона використовувала ім'я «Лорін Тескі» після свого шлюбу зі Стівеном Гарпером у 1993 році, але після перемоги свого чоловіка на федеральних виборах 2006 року Лорін почала використовувати ім'я «Лорін Гарпер» у своїй публічній ролі як дружина прем'єр-міністра.

### Агітація
Коли її чоловік балотувався на виборах 2006 року, вона проводила агітацію разом із ним. Лорін часто бачили на подіумі коли вона виступала від його імені та разом з чоловіком.

### Громадське життя

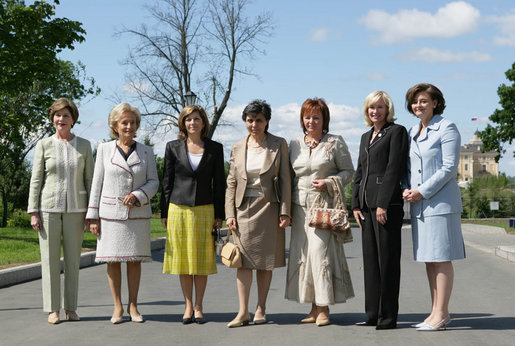
Гарпер (друга праворуч) на саміті G8 2006 року

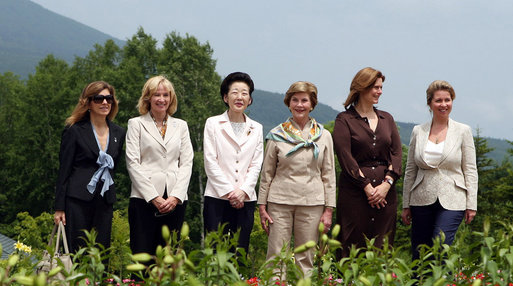
Гарпер (друга ліворуч) на саміті G8 2008 року в Японії

Лорін Гарпер вела активне громадське життя в 24 Sussex Drive. Вона підтримувала такі справи, як Національний центр мистецтв, де її обрали почесною головою урочистих заходів, починаючи з 2005 року. Вона також була активним прихильником і учасником кампанії для організацій захисту тварин, таких як Ottawa Humane Society. Вона супроводжувала чоловіка в міжнародних поїздках, наприклад, на саміти G8, G20 тощо. Пані Гарпер приймала подружжя лідерів G8 та G20 у червні 2010 року в Торонто (Онтаріо) у Канаді.
Після її повідомлення у Національному центрі мистецтв 24 вересня 2008 року про те, що вона не зможе виконувати свою роль почесного голови центру 4 жовтня розпочалася певна суперечка. Це оголошення з'явилося лише через кілька днів після того, як її чоловік сказав, що пишні урочистості — це те, що найбільше резонує з життям звичайних людей. Пізніше Гарпер відповіла, що обставини її неможливості брати участь у заходах не мають нічого спільного з коментарями її чоловіка.
3 червня 2013 року Гарпер і член міської ради Оттави Аллан Хаблі оголосили про нову федеральну стратегію боротьби з булінгом, щоб навчити приблизно 2400 підлітків по всій Канаді під час проведення семінарів та презентацій проти булінгу для своїх однокурсників.